# Вокруг света за 80 дней (телесериал, 2021)
«Вокруг света за 80 дней» (англ. Around the World in 80 Days) — телесериал, основанный на одноимённом романе французского писателя Жюля Верна. В главной роли — Дэвид Теннант, Леони Бенеш и Ибраим Кома.
Премьера восьмисерийного телесериала в Великобритании состоялась 26 декабря 2021 года на телеканале BBC One, в США состоялась 2 января 2022 года на телеканале PBS. Официальная премьера телесериала в России состоялась 1 января 2022 года на «Первом канале».
29 ноября 2021 года, ещё до премьеры первого сезона, телесериал был продлён на второй сезон.

## Сюжет
Джентльмен по имени Филеас Фогг заключает пари на 20 тысяч фунтов, что сможет совершить кругосветное путешествие за 80 дней. В путешествии его сопровождает слуга Паспарту и журналистка газеты «Daily Telegraph» Эбигейл Фикс.

## В ролях
| Актёр           | Роль           |
| --------------- | -------------- |
| Дэвид Теннант   | Филеас Фогг    |
| Леони Бенеш     | Эбигейл Фикс   |
| Ибрагим Кома    | Паспарту       |
| Питер Салливан  | Найл Беллами   |
| Шивани Гаи      | принцесса Ауда |
| Энтони Флэнаган | Томас Нидлинг  |
| Масали Бадуза   | Эдит           |

## Эпизоды
| № | Название               | Режиссёр     | Автор сценария                             | Дата премьеры в Великобритании | Зрители (млн) |
| - | ---------------------- | ------------ | ------------------------------------------ | ------------------------------ | ------------- |
| 1 | «Эпизод 1» «Episode 1» | Стив Бэррон  | Эшли Фэроа, Кейлеб Рэнсон                  | 26 декабря 2021                | н/д           |
| 2 | «Эпизод 2» «Episode 2» | Стив Бэррон  | Эшли Фэроа, Кейлеб Рэнсон                  | 26 декабря 2021                | н/д           |
| 3 | «Эпизод 3» «Episode 3» | Стив Бэррон  | Эшли Фэроа                                 | 2 января 2022                  | н/д           |
| 4 | «Эпизод 4» «Episode 4» | Стив Бэррон  | Эшли Фэроа                                 | 2 января 2022                  | н/д           |
| 5 | «Эпизод 5» «Episode 5» | Брайан Келли | Эшли Фэроа, Джессика Растон, Дебби О’Мэлли | 9 января 2022                  | н/д           |
| 6 | «Эпизод 6» «Episode 6» | Стив Бэррон  | Питер Маккенна                             | 16 января 2022                 | н/д           |
| 7 | «Эпизод 7» «Episode 7» | Стив Бэррон  | Стивен Гринхорн                            | 23 января 2022                 | н/д           |
| 8 | «Эпизод 8» «Episode 8» | Стив Бэррон  | Эшли Фэроа                                 | 30 января 2022                 | н/д           |

## Производство
Съёмки телесериала прошли в ЮАР и в Румынии. В марте 2020 года производство было приостановлено из-за пандемии COVID-19, однако в октябре того же года съёмки были возобновлены.

## Оценки критиков
На сайте Rotten Tomatoes первый сезон телесериала имеет рейтинг 77 % на основании 13 рецензий критиков со средним баллом 6,1 из 10.
На сайте Metacritic рейтинг первого сезона телесериала составляет 61 балл из 100 возможных на основании 15 рецензий критиков, что означает «в целом положительные отзывы».